# Adelophryne pachydactyla
Az Adelophryne pachydactyla a kétéltűek (Amphibia) osztályába, a békák (Anura) rendjébe és az Eleutherodactylidae családjába tartozó faj. A fajról kevés adat ismert. A típuspéldányt Fazenda Luzitanián kakaófarmon találták kakaófák alatt.

## Előfordulása
A faj Brazília endemikus faja. Brazília Bahia államában a tengerparti területeken honos.